# Gideonsbergs församling
Gideonsbergs församling är en församling i Västerås pastorat i Domprosteriet i Västerås stift Västerås stift i Västerås kommun i Västmanlands län. 
Församlingen begränsas i väster av Svartån, i söder av motorvägen E18, i öster av järnvägen mot Tillberga och i norr av Norrleden.

## Administrativ historik
Församlingen bildades 1991 genom en utbrytning ur Västerås Skerike församling. Församlingen uppgick 2006 i Skerike-Gideonsbergs församling, varur den bröts ur 2014 och återbildades. Församlingen var mellan 1991 och 2006 i ett pastorat med Västerås Skerike församling, och ingår från 2014 i Västerås pastorat.

## Kyrkor
- Gideonsbergskyrkan